# Saint-Étienne-à-Arnes
Saint-Étienne-à-Arnes – miejscowość i gmina we Francji, w regionie Grand Est, w departamencie Ardeny.
Według danych na rok 1990 gminę zamieszkiwało 198 osób, a gęstość zaludnienia wynosiła 7 osób/km².